# Gina Tognoni
Gina Tognoni (Saint Louis (Missouri), 28 november 1973) is een Amerikaanse actrice.
Tognoni is het meest bekend van haar rol als Kelly Cramer in de televisieserie One Life to Live waar zij in 199 afleveringen speelde en als Dinah Marler in de televisieserie Guiding Light waar zij in 381 afleveringen speelde.

## Biografie
Tognoni was in 1992 uitgeroepen tot Miss Rhode Island Teen en in 1993 tot Miss Rhode Island Teen All-American.
Tognoni is vanaf 2009 getrouwd.

## Filmografie

### Films
- 2011 In the Family – als verpleegster Jackson
- 2003 Phenomenon II – als politieagente Claire
- 2003 This Time Around – als Cara Cabot
- 2002 Pride & Loyalty – als Stephanie

### Televisieseries
Uitgezonderd eenmalige gastrollen.
- 2014 - 2019 The Young and the Restless - als Phyllis Summers - 648 afl.
- 1995 – 2011 One Life to Live – als Kelly Cramer – 199 afl.
- 2009 – 2010 Venice the Series – als Sami Nelson – 24 afl.
- 2004 – 2009 Guiding Light – als Dinah Marler – 381 afl.